# 徳間 (長野市)
徳間（とくま）は、長野県長野市の北東部の地名（町名、大字名）。現行行政地名は徳間一丁目（住居表示実施済み区域）と大字徳間（住居表示未実施）。郵便番号は381-0041。
全域が長野市役所若槻支所の管内である。

## 概要
地区の中央部を駒沢川が、南端を新田川がともに東西に流れる。徳間一丁目の徳間池から徳間川が発して、地区中央部で駒沢川に合流している。南部に北部幹線が東西に横切り、西部を長野県道60号長野荒瀬原線の新道（若槻大通り）と旧道（北国街道）が南北に貫く。西から北東に向けて長野県道399号長野豊野線が通り、三才駅・豊野町方面へと続く。若槻丘陵の南の裾に位置し、地区北部は緩やかな南向き斜面となっている。周囲は以下の大字・町と接する。
駒沢川以南では若槻大通り・北部幹線（サンロード）・都市計画道路東豊線沿いに大型店舗が多く出店しており、徳間一丁目では稲田徳間土地区画整理事業も進み、長野市の近郊住宅地として発展している。一方駒沢川以北ではさほど開発は進んでおらず、農地が多く残っている。
古くは養蚕が盛んであり、のち昭和20年代ごろからリンゴなど果樹の栽培が盛んとなった。
地名の由来は、古語で領主がいるところを「とこ-ま」と言ったのが転訛したものだという。
地区内の人口及び世帯数は以下の通り（令和5年3月1日現在）。
|                        | 世帯数    | 人口    |
| ---------------------- | --------- | ------- |
| 徳間一丁目             | 380世帯   | 907人   |
| 大字徳間（徳間）       | 824世帯   | 1,945人 |
| 大字徳間（東徳間）     | 242世帯   | 571人   |
| 大字徳間（上野ヶ丘）   | 41世帯    | 56人    |
| 大字徳間（公務員宿舎） | 59世帯    | 78人    |
|                        |           |         |
| 計                     | 1,546世帯 | 3,557人 |

### 沿革
現在の徳間地区の範囲は、旧上水内郡徳間村の範囲に相当する。
旧徳間村の歴史
- 江戸時代 - 前身の上徳間村・下徳間村は川中島藩領を経て1616年（元和2年）より松代藩領であった
- 1603年（慶長8年） - 上徳間村・下徳間村が合併し、徳間村となる。ただし、松代藩領に同名の村が埴科郡にもう1村あったため、北徳間村と呼ばれた
- 1876年（明治9年）5月30日 - 水内郡徳間村、同郡西条村の徳間区を編入
- 1879年（明治12年）1月4日 - 郡区町村編制法施行。徳間村は上水内郡に属する
- 1889年（明治22年）4月1日 - 上水内郡徳間村、同郡檀田村・稲田村・上野村・吉村・田子村・東条村・西条村と合併し、若槻村となる
- 1939年（昭和14年）4月15日 - 論電ヶ谷池（現 長野市上ヶ屋）が決壊し浅川に濁流が押し寄せ、隣接する浅川村・古里村・長野市吉田と併せて流失9戸・浸水83戸・死者19人・水田の埋没20ha以上の被害を出す[3]
- 1954年（昭和29年）4月1日 - 上水内郡若槻村、同郡朝陽村・古里村・柳原村・浅川村・長沼村・安茂里村・小田切村・芋井村・大豆島村とともに長野市に編入。旧徳間村域は大字徳間となる

長野市徳間の歴史
- 1964年（昭和39年）
  - 4月19日 - 長野工業高等専門学校が大字若槻東条の仮校舎から大字徳間に移転
  - 6月24日 - 長野市立高等学校が大字高田から大字徳間に移転し、長野市立第二高等学校（現 長野市立皐月高等学校→長野市立長野高等学校）として開校
- 1967年（昭和42年） - 町名整理。大字檀田・大字若槻東条・大字若槻西条・大字徳間・大字稲田の各一部を分け、大字若槻団地が発足
- 1969年（昭和44年） - 町名整理。大字若槻東条・大字若槻西条・大字徳間の各一部を分け、神楽橋が発足
- 1971年（昭和46年）10月21日 - 町名整理。大字三才・大字徳間の各一部を分け、西三才が発足
- 1977年（昭和52年）10月1日 - 町名整理。大字上野・大字徳間の各一部を分け、上野一・二丁目が発足
- 1981年（昭和56年）4月1日 - 長野市立若槻小学校と長野市立古里小学校から分かれて、長野市立徳間小学校が新設開校
- 1987年（昭和62年）11月1日 - 住居表示実施。大字徳間の一部が、徳間一丁目となる

## 交通

### 路線バス
地区内の若槻大通り・北部幹線などを、長電バス・ぐるりん号の以下の路線系統が走っている。
- 長電バス
  - 1 長野駅 - 東長野病院
  - 2 長野駅 - 三才駅 - 柳原
  - 12 長野駅 - 牟礼
- ぐるりん号
  - 東北ぐるりん号

## 施設

### 徳間一丁目
- 徳間池
- デリシア 若槻店

### 大字徳間
- 長野市立徳間小学校
- 長野工業高等専門学校
- 長野市立長野中学校・高等学校（旧 長野市立皐月高等学校）
- 長野県長野養護学校
- ツルヤ 徳間店
- 本久D2 長野徳間店
- 蔦屋書店 長野徳間店
- とくま整骨院